# Eduardo Pederneiras
Eduardo Vasconcelos Pederneiras foi um arquiteto brasileiro, notório por ter sido contratado para fazer a modernização da área central da cidade mineira de Poços de Caldas, o que aconteceu de 1927 a 1931.

## Biografia
Eduardo Pederneiras nasceu na cidade do Rio de Janeiro.

## Modernização de Poços de Caldas
Pederneiras gozou de grande autonomia dada pelo então presidente do Estado de Minas, Antônio Carlos, para transformar a cidade de Poços de Caldas. Dentre suas principais obras na cidade, constam:
- Refazer o Pálace Hotel
- Construir Pálace Casino e Termas.